# Leo Prieto
Leopoldo "Leo" L. Prieto (19 mei 1920 – 7 april 2009) was een Filipijns sportbestuurder en basketbalcoach. Prieto wordt wel de "vader van de Philippine Basketball Association" genoemd.
Prieto was de coach van het Filipijns nationaal basketbalteam tijdens de Olympische Zomerspelen van 1956 in Melbourne en behaalde daar de zevende plek. Ook was hij in het verleden coach van de YCO Painters in de Manila Industrial and Commercial Athletic Association, waarmee hij zeven opeenvolgde nationale titels won.
Na zijn carrière als basketbalcoach, werd hij in 1975 benoemd als eerste commissaris (bestuurder) van de Philippine Basketball Association (PBA). Prieto onderscheidde zich als commissaris door zijn integriteit en zijn vermogen om met grote ego's om te gaan. In 1983 nam hij ontslag als commissaris.
Prieto overleed op 7 april 2009, op 88-jarige leeftijd, aan de gevolgen van een hersenbloeding van twee weken daarvoor.